# Ken il guerriero - La leggenda di Toki
Ken il guerriero - La leggenda di Toki (真救世主伝説 北斗の拳 トキ伝?, Shin kyuseishu densetsu Hokuto no ken: Toki den) è un OAV del 2008 diretto da Kōbun Shizuno. È il quarto capitolo della pentalogia di film anime Ken il guerriero - La leggenda, basata sul manga Ken il guerriero scritto da Buronson e disegnato da Tetsuo Hara. Si tratta dell'episodio più breve, essendo un mediometraggio dalla durata inferiore a un'ora. L'OAV racconta il duello tra i personaggi di Toki e Raoul, ma è in gran parte un flashback sulla storia di Toki e sul suo rapporto con la sua assistente Sara (personaggio creato appositamente per il film). Prodotto da North Stars Pictures e TMS Entertainment, l'OAV fu distribuito in Giappone il 26 marzo 2008 dalla Toho.

## Trama
Toki e Raoul si incontrano nel luogo dove avevano iniziato ad allenarsi da bambini, e si preparano a combattere per tenere fede alla promessa che si erano fatti allora. Mentre inizia il duello, a cui assistono anche Kenshiro, Burt e Lynn, Toki ricorda il suo passato.
Julia e Kenshiro osservano la tecnica di Toki ormai affinata a dovere; Ken la paragona ad una danza, ma Raoul contesta sostenendo che sia il ballo del Dio della Morte. Ryuken è quasi convinto di voler nominare Toki successore, poiché si avvicinano per il mondo tempi bui e la forza di Hokuto sarà presto necessaria. Sara, una giovane donna che vive con loro, pressata da Ryuken, rivela che Toki si è ammalato. Scoppia la guerra atomica; Toki, Kenshiro e Julia corrono ad un rifugio, ma non c'è posto per tutti. Toki spinge i due giovani dentro e resta fuori esposto al pulviscolo radioattivo. In queste condizioni, rinuncia alla successione e prende la decisione di aiutare i malati con le conoscenze dei punti di pressione; Sara lo segue facendogli da assistente e scrivendo molte nozioni che Toki le spiega oralmente.
Raoul, autoproclamatosi Re di Hokuto, crea un proprio esercito per dominare il mondo ma si sente minacciato da Toki, così lo fa rinchiudere nella prigione di Cassandra. Ken irrompe però nella prigione e libera tutti i prigionieri. Dopo la sconfitta di Souther, è ora che Raoul e Toki si affrontino; prima che accada Toki promette a Sara (ormai chiaramente innamorata di lui) di tornare da lei; il secondogenito di Hokuto si affida a lei per colpire un particolare punto segreto, e la pressione esercitata provoca a Toki un dolore immenso che sembra arrivare fino al cielo. Il duello tra Toki e Raoul avviene non lontano dalle tombe che i due hanno costruito per i genitori, assieme ad altre due per se stessi.
L'inizio sembra in parità ma presto il vantaggio passa a Raoul, libero da preoccupazioni e più sano del fratello. Toki ricorda un episodio della sua infanzia: un giorno aveva steso un cacciatore che gli aveva ucciso il cagnolino, grazie alle mosse che aveva imparato guardando di nascosto gli allenamenti di Raoul. Ryuken gli aveva se volesse apprendere la Divina Scuola di Hokuto, ricordandogli che da grande avrebbe dovuto battersi con Raoul per la successione; Toki aveva accettato, desideroso di avvicinarsi al fratello. Toki ricorre quindi alla tecnica aggressiva di Raoul, che ha imparato durante gli anni d'addestramento; sembra prendere il sopravvento, tanto che la Stella Avvisaglia di Morte brilla per tutti e due. Ma Raoul intuisce che Toki ha stimolato i punti sekkakou sulle gambe per ottenere un momentaneo aumento delle capacità fisiche diminuendo la durata della sua vita, e l'effetto si sta esaurendo; eppure il Re di Hokuto è commosso dal comportamento del fratello, che volutamente rischia la morte per avvicinarsi a lui nell'unico modo possibile, tentare di superarlo e dimostrarsi suo degno rivale; per questo Raoul lo risparmia, colpendo la roccia per sfogare il rancore contro un destino crudele e lo lascia a vivere in pace il tempo che gli rimane.
Il giorno dopo, Sara abbraccia Toki, tornato per trascorrere gli ultimi momenti con lei.

## Personaggi e doppiatori
| Personaggio | Doppiatore originale                         | Doppiatore italiano                     |
| ----------- | -------------------------------------------- | --------------------------------------- |
| Kenshiro    | Hiroshi Abe Yūko Gibu (da giovane)           | Lorenzo Scattorin                       |
| Raoul       | Takashi Ukaji Kunihiro Kawamoto (da giovane) | Dario Oppido Luca Ghignone (da giovane) |
| Julia       | Yuriko Ishida Fuyuka Ōura (da giovane)       | Patrizia Mottola                        |
| Toki        | Ken'yū Horiuchi Tetsuharu Ōta (da giovane)   | Ivo De Palma Davide Albano (da giovane) |
| Sara        | Aya Hirano                                   | Debora Magnaghi                         |
| Ryuken      | Chikao Ōtsuka                                | Maurizio Scattorin                      |
| Souga       | Unshō Ishizuka                               | Andrea Bolognini                        |
| Burt        | Daisuke Namikawa                             | Massimo Di Benedetto                    |
| Lynn        | Maaya Sakamoto                               | Benedetta Ponticelli                    |

## Distribuzione

### Edizione italiana
L'edizione italiana dell'OAV è stata realizzata dalla Yamato Video. Il doppiaggio è stato eseguito dalla Raflesia e diretto da Aldo Stella su dialoghi di Valerio Manenti. Rispetto ai capitoli precedenti sono stati cambiati i doppiatori di Lynn (doppiata da Benedetta Ponticelli anziché da Tosawi Piovani, ritiratasi dall'attività) e Souga (doppiato da Andrea Bolognini anziché da Claudio Moneta).

### Edizioni home video
In Italia il film fu distribuito in DVD-Video da Dolmen Home Video il 3 novembre 2009, tale edizione include come extra un'intervista a Tetsuo Hara, trailer e titoli di coda originali. Il 12 luglio 2011 fu distribuito in Blu-ray Disc dalla CG Home Video, con gli stessi extra del DVD. Il 20 giugno 2019 sono state distribuite delle nuove edizioni DVD e BD da Koch Media; entrambe includono gli stessi extra delle edizioni precedenti e un booklet di 16 pagine con disegni preparatori.